# Aiguilles d'Arves
Les aiguilles d'Arves constituent le sommet dominant du massif des Arves, au sud de la Maurienne, à la frontière des départements de la Savoie et des Hautes-Alpes.

## Toponymie
Les aiguilles d'Arves sont appelées Agouelyes d'Arves [a'vɔʎə darvə]) en arpitan savoyard. Elles sont également appelées localement Trois Ouillons, notamment sur la carte de Cassini.

## Géographie
La crête des aiguilles d'Arves, située à une cinquantaine de kilomètres à l'est de Grenoble dans le massif des Arves, appartient au bassin versant de la Maurienne et sépare plus précisément les vallées de l'Arvan à l'ouest et de la Valloirette à l'est. Seule l'aiguille Méridionale est à cheval sur le bassin de l'Oisans.
On distingue :
- l'aiguille Méridionale (3 514 m) ;
- l'aiguille Centrale (3 513 m), séparée de la précédente par le col de Gros Jean (3 265 m) ;
- l'aiguille Septentrionale, également appelée Tête de Chat, séparée de la précédente par le col des Aiguilles d'Arves (3 163 m) :
  - le Bec Sud (3 358 m),
  - le Bec Nord (3 364 m).

Ces aiguilles sont constituées d'un flysch gréso-schisteux d'âge éocène-oligocène et forment en bordure de la zone briançonnaise, en position autochtone, la gigantesque écaille « ultra-dauphinoise » qui chevauche les couches sédimentaires (liseré sédimentaire dit « dauphinois ») se redressant vigoureusement au contact du massif cristallin. Elles abritent encore des lambeaux de glaciers.

## Alpinisme

### Aiguille Méridionale

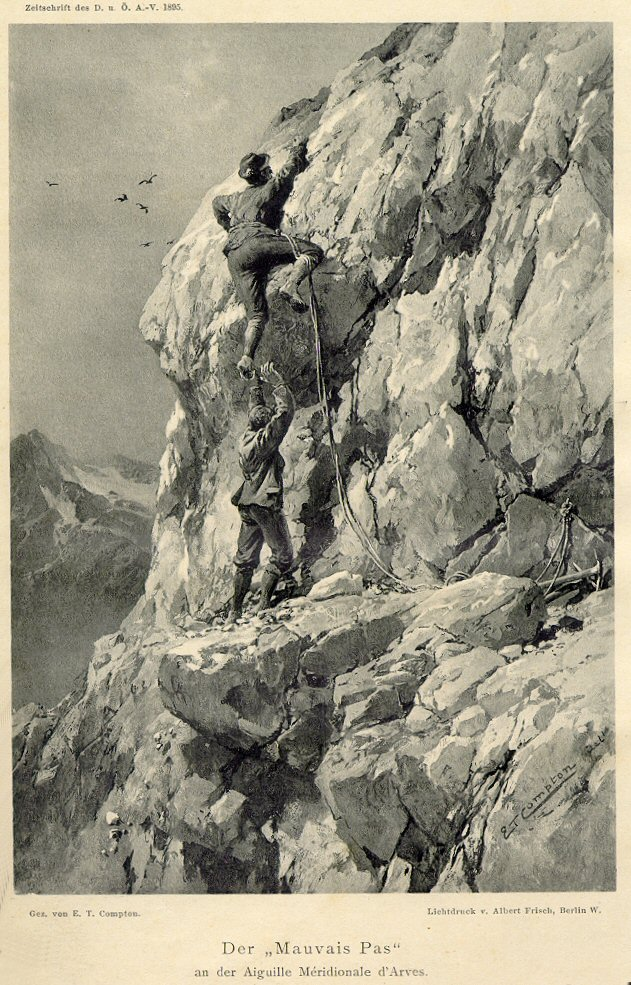
Le "Mauvais pas" de l'Aiguille Méridionale d'Arves, par Edward Theodore Compton.

- 1878 - Première ascension par William Auguste Coolidge avec Christian Almer père et fils, le 22 juillet
- 1890 - Premier parcours de l'arête nord-est par Luigi Vaccarone avec G. Gorra, Michele Ricchiardi et Alphonse Guille
- 1891 - Versant nord-ouest par G. Gorra  avec Casmir Thérisod, le 13 septembre
- 1891 - Montée de l'arête par Mary Pailleu sans guide
- 1901 - Arête sud-est par A.G. Whitting et A.A. Booth avec Johann Aufdenblatten et Félix Ablet, le 8 août
- 1932 - Face ouest par P. Lloyd et J.L. Longland

L'aiguille Méridionale a coûté la vie à trois alpinistes. Les deux premiers, Joseph Roche en 1898 et M. Robert de Wyss en 1907, se sont tués au cours d'ascensions entreprises sans guide, le troisième, Raymond Bicknell, a glissé le 31 juillet 1927 en taillant, en premier, la glace du couloir qui aboutit à la fameuse cascade pétrifiée. Il se brisa le crâne sur les rocs du bord et la caravane, qui se trouvait en position dangereuse, dut, après s'être assurée de la mort du malheureux, couper la corde et laisser s'abîmer le corps sur le glacier. Réalisée avec de bons guides et des grimpeurs entraînés, cette ascension ne présente, cependant, pas de réels dangers.

### Aiguille Centrale
- 1839 - Première ascension par deux chasseurs de chamois, les frères Pierre-Alexis et Benoît-Nicolas Magnin de Valloire, le 2 septembre[5],[6].
- 1939 - La section de Maurienne du CAF installe une croix à proximité du sommet[7].

### Col des aiguilles d'Arves
- 1864 - Traversée du col des aiguilles d'Arves, entre aiguille Centrale et aiguille Septentrionale, par Adolphus Warburton Moore, Horace Walker, Edward Whymper avec Christian Almer et Michel Croz

### Aiguille Septentrionale
- 1873 - Bec Sud par William Auguste Coolidge avec sa tante Mlle Brevoort, le 3 juillet
- 1878 - Bec Nord par William Auguste Coolidge avec Christian Almer père et fils, le 22 juillet

### Traversée des trois sommets
- 1902 - Première traversée, en trois jours, par E. Pichl et E. Hacker

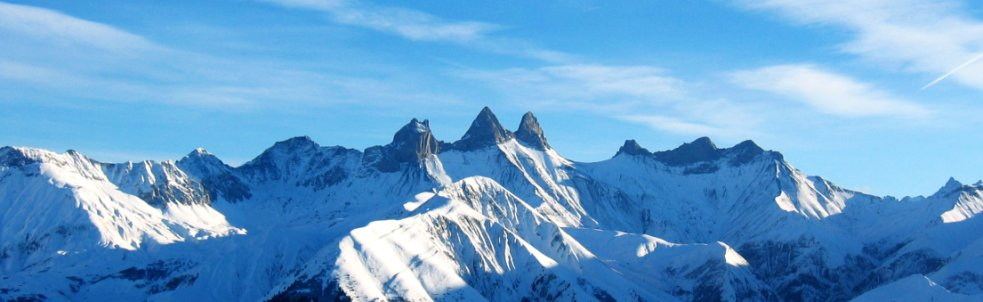
Vue panoramique des aiguilles d'Arves obtenue sur la route de Saint-Jean-d'Arves.